# Lijst van spelers van sc Heerenveen (mannen)
Dit is een lijst van voetballers die minimaal één officiële wedstrijd hebben gespeeld in het eerste elftal van de Nederlandse betaaldvoetbalclub (vanaf 1955) sc Heerenveen of Heerenveen of noemenswaardige spelers van voor 1955.

## A
- Isaiah Ahmed
- Joost van Aken
- Hamdi Akujobi
- Danilo Al-Saed
- Rudi Alberda
- Tony Alberda
- Marcus Allbäck
- Hussein Ali
- Afonso Alves
- Pelle van Amersfoort
- Carlo l'Ami
- Matthew Amoah
- Ioan Andone
- Ype Anema
- Chris Angel
- Pelé van Anholt
- Oussama Assaidi

## B
- Allan Bak Jensen
- Kristian Bak Nielsen
- Said Bakkati
- Eddy Bakker
- Nick Bakker
- Pim Balkestein
- Diederik Bangma
- Abgar Barsom
- Bilal Başacıkoğlu
- Oliver Batista Meier
- René Baudoin
- Pedro Beda
- Filip Bednarek
- Sven van Beek
- Mario Been
- Roy Beerens
- Jan Bekkema
- Joey van den Berg
- Robert van den Berg
- Mitchell van Bergen
- Wil van Beveren
- Lucas Bijker
- Pieter Bijl
- Janio Bikel
- Cor Blaauw
- Jaap de Blaauw
- Milan Blagojevic
- Mark Bloemendaal
- Paweł Bochniewicz
- Darko Bodul
- Hielke de Boer
- Jan de Boer
- Age Hains Boersma
- Yme Boersma
- Branco van den Boomen
- Piet Boskma
- Eise Bosma
- Eddy Bosman
- Paul Bosvelt
- Sven Botman
- Robin Bouw
- Raphael Bove
- Joop Braber
- Michael Bradley
- Oliver Braude
- Michel Breuer
- Luuk Brouwers
- Arnold Bruggink
- Jordy Bruijn
- Tjibbe Bruinsma
- Jeffrey Bruma
- Jordy Buijs
- Dave Bulthuis
- Ido Bunnig

## C
- Denis Calincov
- Rodion Cămătaru
- Caner Cavlan
- Ian Claes
- Antoine Colassin
- Amara Condé
- Florin Constantinovici
- Antonio Correia
- Rikkert La Crois

## D
- Thomas Dalgaard
- David Damman
- Harry Decheiver
- Donovan Deekman
- Romano Denneboom
- Fernando Derveld
- Sieben Dewaele
- Marten Dijk
- Lubbe van Dijk
- Rob van Dijk
- Mitchell Dijks
- Michael Dingsdag
- Barry Ditewig
- Đoàn Văn Hậu
- Michel Doesburg
- Pavle Dolezar
- Reinder Dolstra
- Bas Dost
- Jan Douwsma
- Ibrahim Drešević
- Anders Dreyer
- Couhaib Driouech
- Henrico Drost
- Jeroen Drost
- Lerin Duarte
- Denzel Dumfries
- Igor Đurić
- Filip Đuričić

## E
- Arjan Ebbinge
- Henk Ebbinge
- Emmanuel Ebiede
- Lee-Roy Echteld
- Erik Edman
- Espen van Ee
- Mollo Eijer
- Marc van Eijk
- Magnus Wolff Eikrem
- Peter Eimers
- Chidera Ejuke
- Youssef El Akchaoui
- Yassine El Ghanassy
- Ali El Khattabi
- Viktor Elm
- Tarik Elyounoussi
- Sjoerd Eppinga
- Runar Espejord
- Agil Etemadi
- Milan van Ewijk

## F
- Shay Facey
- Wout Faes
- Hicham Faik
- Samir Fazli
- Lesly Fellinga
- Alfreð Finnbogason
- Mark-Jan Fledderus
- Piet Fleur
- Sherel Floranus
- Emil Frederiksen
- Rob Friend

## G
- Joop Gall
- Gonzalo García García
- Sander van Gessel
- Reza Ghoochannejhad
- René van der Gijp
- Nikola Golijanin
- Ronald Goossensen
- Bert Gotink
- Richard Goulooze
- Jeffrey Gouweleeuw
- Azing Griever
- Christian Grindheim
- René Groen
- Bart de Groot
- Cees Groot
- Eser Gürbüz
- Radu Gusatu

## H
- Thomas Haan
- Hannu Haarala
- Winston Haatrecht
- Philip Haglund
- Warner Hahn
- Bart Hainja
- Henk Hainja
- Rami Al Hajj
- Denzel Hall
- Jesper Håkansson
- Alen Halilović
- Tibor Halilović
- Martin Hansen
- Johan Hansma
- André Hanssen
- Petter Hansson
- Mickey van der Hart
- Henk Hartkamp
- Thom Haye
- Jan Paul van Hecke
- Marc Hegeman
- Arjen van der Heide
- Sjouke van der Heide
- Wim van der Heide
- Jos Heijne
- Ties Heldens
- Wilco Hellinga
- Terry Hendriks
- Jan Hendriksen
- Paulo Henrique
- Robert Herder
- Youssouf Hersi
- Danny Hesp
- Daniel Berg Hestad
- Arp Hiemstra
- Daniel Høegh
- Germ Hofma
- Arno Hofstede
- Herman Hofstra
- Thomas Holm
- Stefan Hommeles
- Sydney van Hooijdonk
- Jos Hooiveld
- Nikolai Hopland
- Jizz Hornkamp
- Max Houttuin
- Stephan van Hoving
- Geert Huitema
- Roel Huitema
- Willem Huizing
- Edwin Huizinga
- Harris Huizingh
- Klaas-Jan Huntelaar

## I
- Ken Ilsø
- Patrik Ingelsten
- Amir Ismaïl

## J
- Alireza Jahanbakhsh
- Daryl Janmaat
- Johnny Jansen
- Johnny Jansen
- Kai Jansen
- Daniel Jensen
- Allan Jepsen
- Timmi Johansen
- Dennis Johnsen
- Will Johnson
- André de Jong
- Imke de Jong (1950-1954)[1][2]
- Jerry de Jong
- John de Jong
- Maarten de Jong
- Mollo de Jong
- Siem de Jong
- Siep de Jong
- Sipke de Jong
- Wiebe de Jong
- Wouter de Jong
- Jan de Jonge
- Guus Joustra
- Calvin Jong-A-Pin
- Rinie Jurna

## K
- Tarik Kada
- Rami Kaib
- Tobias Kainz
- Bonaventure Kalou
- Joeri de Kamps
- Momir Karadžić
- Simon Karkov
- Daniel Karlsbakk
- Fedde Keegstra
- Charley Kenter
- Sam Kersten
- Piet Keur
- Abdelkarim Kissi
- Cees Kist
- Kees Kist
- Teun Kist
- Bernt Klaverboer
- Tieme Klompe
- Henk Klunder
- Richard Knopper
- Yuki Kobayashi
- Martin Koeman
- Henk Koetje
- Mats Köhlert
- Niels Kokmeijer
- Santi Kolk
- Rodney Kongolo
- Gerry Koning
- Jeffrey Kooistra
- Sierk Kooistra
- Marco Koorman
- Milan Kopic
- Igor Kornejev
- Peter Kram
- Nico Kramer
- Mile Krstev
- Arnold Kruiswijk
- Antoon Kuil
- Sicco Kuiper
- Christian Kum
- Sven Kums
- Harmen Kuperus

## L
- Sam Lammers
- Paul de Lange
- Sam Larsson
- Bart Leemburg
- Martin Lejsal
- Abe Lenstra
- Jan Lenstra
- Ronald Lepez
- Jan van Lier
- Marcus Linday
- Gerard Lippold
- Ulysses Llanez
- Jan Lodewijks
- Loizos Loizou
- Trustin van 't Loo
- Niek Loohuis
- Cecilio Lopes
- Lionel Lord
- Hernan Losada
- Miloš Luković
- Jeroen Lumu
- Anthony Lurling

## M
- Stanley MacDonald
- Nicolas Madsen
- Lukáš Mareček
- Quenten Martinus
- Stefano Marzo
- Radek Matusiak
- Henny Meijer
- Ginus Meijerink
- Børre Meinseth
- Rudy Metz
- Bert Middelkoop
- Nemanja Mihajlović
- Mateja Milovanovic
- Dumitru Mitriță
- Wim Molenaar
- Sergei Mošnikov
- Xavier Mous
- Erwin Mulder
- Jaap Mulder
- Anthony Musaba

## N
- Nicolai Næss
- Younes Namli
- Luciano Narsingh
- Ko Nederhoed
- Berend Negerman
- Ion Nicolaescu
- Boy Nijgh
- Lasse Nilsson
- Ruud van Nistelrooij
- Dennis de Nooijer
- Gérard de Nooijer
- Andries Noppert
- Kristoffer Nordfeldt
- Viktor Noring
- Hjalte Bo Nørregaard
- Ché Nunnely
- Djenahro Nunumete
- Mika Nurmela
- Godfrey Nwankpa
- Uche Nwofor
- Marc Nygaard
- Benjamin Nygren

## O
- Martin Ødegaard
- Jens Odgaard
- Simon Olsson
- Henry Onwuzuruike
- René Oosterhof
- Arnold Oosterveer
- Kenny Otigba
- Syb van Ottele

## P
- Johan Padding
- Boudewijn Pahlplatz
- Ronnie Pander
- Michal Papadopulos
- Marco Pappa
- Rajiv van La Parra
- Alex Pastoor
- Hristiyan Petrov
- Kik Pierie
- Jan Ploegh
- Prince Polley
- Goran Popov
- Valeri Popovitsj
- Age Postma
- Meindert Postma
- Peter Pot
- Jakob Poulsen
- Thomas Prager
- Danijel Pranjić
- Henk Prinsen
- Mika Pulkkinen

## R
- Arek Radomski
- Dimitris Rallis
- Jukka Raitala
- Jan Ras
- Erik Regtop
- Hiddo Reijs
- Mitja Rešek
- Ricardo van Rhijn
- Ray Richardson
- Daniël de Ridder
- Ben Rienstra
- Maceo Rigters
- Klaas Ringia
- Marco Roelofsen
- Robbie Rogers
- Marco Rojas
- Marten de Roon
- Geert Arend Roorda
- Jan Rorije
- Yuri Rose
- Tomasz Rząsa

## S
- Osame Sahraoui
- Georgios Samaras
- Radoslav Samardžić
- Amin Sarr
- Gerrie Schaap
- Stijn Schaars
- Jan Harm Schippers
- Doke Schmidt
- Melchior Schoenmakers
- Lasse Schöne
- Jan Schulting
- Jaap Schuurmans
- Ilias Sebaoui
- Kick Seegers
- Marcel Seip
- Stefan Selakovic
- Gerald Sibon
- Homme Siebenga
- Tom Sier
- Victor Sikora
- Daley Sinkgraven
- Khalid Sinouh
- Stanislav Sjopov
- Luciano Slagveer
- Levi Smans
- Arnór Smárason
- Mitchell Smeele
- Rein Smit
- Jerry St. Juste
- Kenny Steppe
- Wouter van der Steen
- Sebastiaan Steur
- Filip Stevanović
- Richard Stolte
- Bo Storm
- Sjaak Storm
- Roberto Straal
- Jens Jurn Streutker
- Wiebren van Stralen
- Kevin Stuhr Ellegaard
- Miralem Sulejmani
- Michal Švec
- Aldo Swager

## T
- Anas Tahiri
- Jeffrey Talan
- Erik Tammer
- Oussama Tannane
- Niklas Tarvajärvi
- Brian Tevreden
- Simon Thern
- Morten Thorsby
- Henk Timmer
- Alex Timossi Andersson
- Nathan Tjoe-A-On
- Ole Tobiasen
- Jon Dahl Tomasson
- Johan Toonstra
- Jacob Trenskow
- Ivan Tsvetkov
- Ignacio Tuhuteru
- André van Tuinen
- Oguzhan Türk

## U
- Mark Uth

## V
- Arsenio Valpoort
- Brian Vandenbussche
- Szabolcs Varga
- Mika Väyrynen
- Sjoerd Veenstra
- Tiemen Veenstra
- Henk Veerman
- Joey Veerman
- Ronnie Venema
- Sikke Venema
- Gertjan Verbeek
- Spencer Verbiest
- Rafael Pires Vieira
- Gerrit Visscher
- Dirk Visser
- Jan de Visser
- Jan Vlap[3][4][5]
- Michel Vlap[6][7]
- Hans Vonk
- Erik ten Voorde
- Mitchell te Vrede
- Geert Jelle de Vries
- Klaas Justus de Vries
- Mark de Vries
- Marten de Vries
- Bertus Vrind
- Mario Vuskovic

## W
- Ardon de Waard
- Patrik Wålemark
- Boy Waterman
- Charlie Webster
- Gerrit Weide
- Henk Weide
- Jordy de Wijs
- John van Wensveen
- Anne Wever
- Ruud Wierts
- Harvey Wijngaarde
- John van den Wildenberg
- Yanic Wildschut
- Bauke Witteveen
- Melle Witteveen
- Paweł Wojciechowski
- Romeo Wouden
- Lucas Woudenberg

## Y
- Uğur Yıldırım

## Z
- Timo Zaal
- Luka Zahovič
- Arber Zeneli
- Hakim Ziyech
- Slobodan Zmiriç
- Henk Zoetendal
- Ramon Zomer
- Johan Zuid
- Gianni Zuiverloon
- Bert Zuurman
- Hans Zwart